# Охридско језеро
Охридско језеро (мкд. Охридско Езеро, алб. Liqeni i Ohrit) је језеро у југозападном делу Северне Македоније и источном делу Албаније. Оно покрива површину од 358,2km². Највећа ширина износи 14,8 km, а дужина језера је 30,8 km.

## Географија
Охридско језеро се убраја у ред већих европских језера, уз Балатонско које се налази у Мађарској, Женевско, Боденско и др. На југу Европе, то је свакако једно од највећих, а истовремено и једно од најдубљих језера. Његова дубина достиже до 289 m.
Језеро је смештено у дубокој и затвореној котлини. Са свих страна, а посебно са западне и источне окружују га високе планине. На истоку је планина Галичица (2255 m), а на западу Мокра Планина и Јабланица (1945 m).
Језеро се налази на надморској висини од 695 метара.
Сливу Охридског језера припада 40 река, од којих 23 на албанској и 17 на македонској територији.
Охридско језеро се одликује јединственим екосистемом, богатим ендемским и ретким биљним и животињским врстама. Посебност језера настала је услед географске изолације и велике геолошке старости. Такође и слив Охридског језера се одликује богатим биодиверзитетом и има неколико биљних врста ендемичних за Балканско полуострво.
Обале Охридског језера су биле насељене од праисторијског времена. Најстарије археолошке насеобине датирају из неолитског периода, око 6000 година п. н. е. Само на македонском делу слива је откривено више од 170 археолошких места.
Захваљујући оваквим особеностима 1980. године Охридско језеро и град Охрид су проглашени за Светску баштину, под заштитом Унеска.

## Галерија
- Охридско језеро у летњем периоду
- Са кеја Маршала Тита
- Језеро и плажа Лагадин
- Обала Охридског језера
- Плажа Лагадин сликана са језера
- Дуга изнад језера
- Сателитски снимак језера